# London Championships
Die London Championships waren offene internationale Meisterschaften im Badminton in England. Sie waren eines der bedeutendsten internationalen Badmintonturniere in der Anfangszeit des Sports seit dem ersten Jahrzehnt des 20. Jahrhunderts. Erstmals wurden sie 1910 ausgetragen. Mit der Ausbreitung des Sports über alle Kontinente verloren die Titelkämpfe in den 1970er Jahren an internationaler Bedeutung. Letztmals wurden sie 1974 ausgetragen.

## Sieger
| Saison    | Herreneinzel       | Dameneinzel       | Herrendoppel                           | Damendoppel                     | Mixed                             |
| --------- | ------------------ | ----------------- | -------------------------------------- | ------------------------------- | --------------------------------- |
| 1910      | nicht ausgetragen  | nicht ausgetragen | nicht ausgetragen                      | nicht ausgetragen               | Frank Chesterton Mary K. Bateman  |
| 1911      | nicht ausgetragen  | nicht ausgetragen | nicht ausgetragen                      | nicht ausgetragen               | Guy Sautter Dorothy Cundall       |
| 1914      | nicht ausgetragen  | nicht ausgetragen | George Alan Thomas Archibald Engelbach | Margaret Tragett Hazel Hogarth  |                                   |
| 1915 1918 | nicht ausgetragen  | nicht ausgetragen | nicht ausgetragen                      | nicht ausgetragen               | nicht ausgetragen                 |
| 1919      | George Alan Thomas | nicht ausgetragen | George Alan Thomas Archibald Engelbach | Margaret Tragett Hazel Hogarth  | George Alan Thomas Hazel Hogarth  |
| 1920      | George Alan Thomas | nicht ausgetragen |                                        |                                 |                                   |
| 1921      |                    | Kitty McKane      |                                        |                                 |                                   |
| 1923      |                    |                   | George Alan Thomas Frank Devlin        |                                 |                                   |
| 1924      |                    |                   | George Alan Thomas Frank Devlin        |                                 |                                   |
| 1925      | Frank Hodge        | Marjorie Barrett  | George Alan Thomas Frank Devlin        | Marjorie Barrett Kitty McKane   |                                   |
| 1926      | Frank Hodge        | Marjorie Barrett  | Frank Hodge Raoul du Roveray           | Marjorie Barrett Violet Elton   | Raoul du Roveray A. M. Head       |
| 1929      | Frank Hodge        | Marjorie Barrett  |                                        | Marjorie Barrett Violet Elton   | Herbert Uber Betty Uber           |
| 1930      | W. Basil Jones     | Betty Uber        | Leslie Nichols Geoffrey Fish           | Marjorie Barrett Violet Elton   | Frank Hodge Betty Uber            |
| 1933      |                    |                   | Donald C. Hume Ralph Nichols           |                                 | Donald C. Hume Marian Horsley     |
| 1934      | Ralph Nichols      | Alice Teague      | Donald C. Hume Ralph Nichols           | Marian Horsley Thelma Kingsbury | Ralph Nichols Betty Uber          |
| 1935      | Ralph Nichols      | Thelma Kingsbury  | Donald C. Hume Ralph Nichols           | L. W. Myers Betty Uber          | Ralph Nichols Betty Uber          |
| 1936      | Ralph Nichols      | Thelma Kingsbury  | Donald C. Hume Ralph Nichols           | Marian Horsley Thelma Kingsbury | Ralph Nichols Betty Uber          |
| 1940 1951 | nicht ausgetragen  | nicht ausgetragen | nicht ausgetragen                      | nicht ausgetragen               | nicht ausgetragen                 |
| 1955      | Hugh Findlay       | Iris Cooley       | Warwick Shute John R. Best             | Iris Cooley June Timperley      | K. C. Carpenter Iris Cooley       |
| 1957      | Oon Chong Teik     | Iris Rogers       | Warwick Shute John R. Best             | June Timperley Iris Rogers      | John Timperley June Timperley     |
| 1958      | John Timperley     | Iris Rogers       | Ronald Lockwood Dick Hashman           | June Timperley Iris Rogers      | John R. Best Iris Rogers          |
| 1965      | Roger Mills        | Angela Bairstow   |                                        |                                 | David Horton Jennifer Horton      |
| 1966      | Svend Pri          | Imre Rietveld     | Svend Pri Erland Kops                  | Judy Hashman Janet Brennan      | Tony Jordan Angela Bairstow       |
| 1967      | Svend Pri          |                   |                                        |                                 |                                   |
| 1968      | Svend Pri          |                   | Tony Jordan Roger Mills                | Margaret Boxall Susan Whetnall  | Roger Mills Gillian Perrin        |
| 1969      | Svend Pri          | Margaret Boxall   | Tony Jordan Roger Mills                | Margaret Boxall Susan Whetnall  | Tony Jordan Susan Whetnall        |
| 1970      | Ray Stevens        | Gillian Gilks     | Derek Talbot David Eddy                | Gillian Gilks Judy Hashman      | Wolfgang Bochow Irmgard Gerlatzka |
| 1971      | Ray Stevens        | Gillian Gilks     | Ray Stevens Mike Tredgett              | Gillian Gilks Helen Horton      | Derek Talbot Gillian Gilks        |
| 1973      | Ray Stevens        | Nora Gardner      | Derek Talbot Elliot Stuart             | Gillian Gilks Margaret Beck     | Derek Talbot Gillian Gilks        |
| 1974      | David Hunt         | Susan Whetnall    | Peter Bullivant John Cocker            | Susan Whetnall Margaret Boxall  | Peter Bullivant Anne Statt        |